# 이토역
이토역(일본어: 伊東駅、いとうえき 이토에키[*])은 시즈오카 현 이토 시의 북부에 위치한 철도역이다. JR동일본의 이토 선, 이즈 급행 전철의 이즈 급행선의 종점이며 JR화물의 화물기지가 위치한다.

## 역사
이토 역은 아지로와 이토를 연결하는 이토 선 구역이 개업한 1938년 11월 15일에 열었다. 1961년 11월 10일, 이즈 급행선이 이토에서 이즈큐 사모다로 직결 운행을 시작했다. 화물 운행은 1980년 10월 1일에 중단되었지만 1987년 3월 31일에 재개되었다. 동년 4월 1일에 일본국유철도의 민영화가 있었고, 동일본여객철도주식회사가 이 역을 운영하기 시작했다.

## 역사 구조
이토 역은 1번선과 2번선은 하나의 섬식 승강장이고 3번선은 상대식 승강장이다. 두 승강장은 지하도로 연결되어 있다. 이즈 급행선 열차는 바깥의 1번선과 3번선을 사용하고, 이토 선은 2번선을 사용하고 반대 방향으로 되돌아 나온다. 자동 개찰구가 설치되어 있으며 Suica와 PASMO가 사용 가능하다. 미도리노마도구치는 9시부터 18시까지 운영한다.

### 승장장
| 1 | ■이즈 급행 선    | 이즈 코젠·이즈 아타가와·이즈 아니토리 역·이즈큐시모다 방면 |
| 2 | ■이토 선         | 급행 열차 통과선                                           |
| 2 | ■ 이토 선 (밤중) | 아타미 역 방면                                             |
| 3 | ■이토 선         | 아타미·오다와라·요코하마·도쿄 방변                         |
| 3 | ■ 이즈 급행 선   | 이즈 코젠·이즈 아타가와·이즈 아니토리 역·이즈큐시모다 방면 |